# Rubén Baraja Vegas
Rubén Baraja Vegas (Valladolid, 11 de juliol de 1975) és un exfutbolista castellanolleonès que jugava com a centrecampista defensiu. Va desenvolupar la seva trajectòria al Reial Valladolid, Atlètic de Madrid i València CF. Va ser internacional amb la selecció espanyola. Posteriorment fa d'entrenador.

## Biografia
Baraja va debutar el 1993 amb el Reial Valladolid alternant durant dues temporades les actuacions en el primer i segon equip. S'incorpora definitivament a la primera plantilla el 1995, jugant 27 partits i marcant un gol per als blanquiviolats. L'Atlètic de Madrid el fitxa aquesta temporada per al seu equip filial, on juga tres temporades. L'última d'elles comença a jugar també amb el primer equip, destacant per la seva gran resistència, joc aeri i tir llunyà.
Juga amb l'Atlético en el primer equip tota la temporada 1999-2000. Aquesta temporada l'Atlético és intervingut judicialment i la gestora a càrrec del club renova el seu contracte, però la seva clàusula de rescissió és molt baixa i a final de temporada, després del descens de l'equip, és fitxat pel València CF, convertint-se en el jugador més car de la història del club per aquelles dates.
Amb el club valencià acaba per despuntar com a futbolista i debuta amb la selecció espanyola. La primera temporada juga la final de la Copa d'Europa. En la segona, la 2001-2002, Baraja lidera l'equip que va guanyar la lliga després de 31 anys sense fer-ho. Tot i no disputar massa partits la primera part de la temporada a causa de les lesions, des de la seua reaparició en el partit a Montjuïc, el València va rendir a gran nivell, formant un tàndem al mig del camp amb David Albelda. També seus van ser els dos gols de la jornada 36, que donaven una victòria als blanc-i-negres que deixaven el títol de lliga en safata.
Baraja ha estat titular amb el València CF amb tots els entrenadors que han passat pel club, retirant-se del futbol el 16 de maig de 2010, a un partit de lliga contra el CD Tenerife. Després d'aquell partit, on l'afició del València va omplir el camp per a donar-li un càlid acomiadament, Baraja va decidir retirar-se, en vore's incapaç de jugar amb cap altre equip.

### Selecció espanyola
Va debutar amb la selecció espanyola el 7 d'octubre de 2000 en un partit que Espanya va guanyar Israel per 2 a 0. Va participar en la Copa del Món de Corea i Japó 20002 i a l'Eurocopa de Portugal 2004.

## Palmarès

### Estatals
| Títol        | Club        | País          | Any  |
| ------------ | ----------- | ------------- | ---- |
| La Liga      | València CF | País Valencià | 2002 |
| La Liga      | València CF | País Valencià | 2004 |
| Copa del Rei | València CF | País Valencià | 2008 |

### Internacionals
| Títol              | Equip       | País          | Any  |
| ------------------ | ----------- | ------------- | ---- |
| Copa de la UEFA    | València CF | País Valencià | 2004 |
| Supercopa d'Europa | València CF | País Valencià | 2004 |